# 잭 멀러니
잭 멀러니(Jack Mullaney, 1929년 9월 18일 ~ 1982년 6월 27일)는 미국의 배우, 텔레비전 배우이다.
피츠버그에서 태어났으며 로스앤젤레스에서 사망하였다.

## 영화
- 구두쇠와 꼬마 숙녀 (1980년)
- 작은 거인 (1970년)
- 스핀아웃 (1966년)
- 닥터 골드풋 앤 더 비키니 머신 (1965년)
- 세븐 데이스 인 메이 (1964년)
- 건망증 선생님 (1961년)
- 남태평양 (1958년) - 교수 역
- 스튜디오 원 (1948년)